# Rhamphostomella cellata
Rhamphostomella cellata är en mossdjursart som först beskrevs av Charles Henry O'Donoghue 1926.  Rhamphostomella cellata ingår i släktet Rhamphostomella och familjen Romancheinidae. Inga underarter finns listade i Catalogue of Life.